# C-Note (album)
C-Note è il secondo album live del cantante e musicista statunitense Prince con i The New Power Generation, pubblicato nel 2003 dalla NPG Records. Il genere è il Jazz, con quattro brani tratti dal soundcheck durante il One Nite Alone... tour.
Tutti e cinque i brani sono stati chiamati dopo il percorso del tour, sono stati registrati dentro Il titolo dell'album che è un acronimo, tratto dalle prime lettere delle cinque tracce: "Copenhagen", "Nagoya", "Osaka", "Tokyo", e "Empty Room".

## Tracce
1. Copenhagen – 13:28
  - contiene un pezzo di Miles Davis Jean-Pierre
2. Nagoya – 8:54
3. Osaka – 5:28
4. Tokyo – 5:04
5. Empty Room – 4:02

### 2003 ristampa
1. Copenhagen – 10:07
  - tagliato Interpolazione del brano di Miles Davis